# 農民黨
農民黨曾是中華民國的一個政黨，創立於1989年2月3日，主張爭取農民權益與農業發展，為農民服務，並不爭取執政權。但只有黨主席張銘顯於2005年中華民國任務型國代選舉中踏入政治舞台。張銘顯曾任台灣民政府廉政大臣，聲稱農民黨有超過6000名黨員。在統獨議題上，農民黨傾向於台灣獨立。
2020年4月29日，內政部公告農民黨未依《政黨法》補正，廢止其政黨政治團體身份，並發文請該組織進行財產清算。

## 政策姿態

### 經濟議題
農民黨主張爭取農民權益與農業發展，政府應該保障農民的基本收入；台灣是世界貿易組織的一員，這不該成為放棄農業、允許一堆農產品進口的藉口。農民黨反對農地自由興建農舍。
黨主席張銘顯致力於培育改良新品種芒果，並將自己培育出的多肉多汁、抗病性強的芒果命名為「農民黨一號」。

### 國家議題
農民黨認為，在國共內戰中兩個對立的黨 (中華人民共和國與中華民國，或是中國共產黨與中國國民黨) 應要互相承認為主權國家，類似於東德與西德的模式；並且預言，雙方將於經濟條件情況更為相似時統一。但是，農民黨主張，臺灣與澎湖不是中國的一部份，在二戰日本投降之後，應恢復1895年台灣民主國在台灣與澎湖的法理主權；目前領導台灣與澎湖的中華民國，唯一領土是金門。
農民黨認為，「台灣人」是所有生於台灣的人(屬地主義)，台灣幾乎是無主地(terra nullius)；但又承認數國在台灣行使過主權，表面上抵抗任一個的主權屬人主義(jus sanguinis)。黨主席張銘顯兼任台灣民政府廉政大臣。
農民黨支持憲法依據生態學原則，讓憲法國際化。

## 簡歷
農民黨曾參選嘉義縣與彰化縣的立法委員與國民大會代表選舉。而在實行政黨名單比例代表制的2005年中華民國任務型國代選舉中，農民黨首度取得突破，黨主席張銘顯獲得0.4%的得票率，擁有一席。
農民黨解散後，根據翌年訪問（2021年）張銘顯已於五年前過世。